# Freedom (álbum de Akon)
Freedom (en español: Libertad) es el tercer álbum de estudio del cantante senegalés de hip hop Akon. 
Fue lanzado el 2 de diciembre de 2008 a nivel mundial. En un principio el álbum llevaría el nombre de “Acquitted”, pero después de dialogar con el personal de marketing y con los superiores de Akon el nombre fua cambiado a “Freedom”. El álbum debutó en el número 7 en el Billboard 200 con 110.600 copias vendidas en su primera semana. 
Con este cambio también acompañaron otra faceta musical totalmente distinta al sonido que ya se conocía. De acuerdo al rapero, este disco propone un cambio totalmente radical, aunque sus dos primeros singles promocionales no lo expresen así, según Akon su público y fanes se habían acostumbrado al sonido de su hit “Konvicted” (Convicto), por lo que en esta producción decidieron proponer algo totalmente diferente.
Con el primer sencillo, el muy rítmico tema Right Now (Na Na Na), Akon se apuntó una fuerte victoria. Le siguió el lanzamiento, apenas dos semanas después, de la canción I´m So Paid, en la que Akon comparte créditos con el rapero Lil Wayne y con Young Jeezy. El 20 de diciembre de 2008, este tema alcanzó la posición 31 del Hot 100 de Billboard.
Beautiful con Kardinal Offishal y Colbie O'Donis, fue lanzado como el tercer sencillo. En 2009 se realizó una nueva versión para Latinoamericana con la cantante mexicana Dulce María, integrante de RBD.

## Grabación
La producción del álbum comenzó en mayo de 2008 y terminó a finales del mismo año. Originalmente, el álbum iba a llamarse Acquitted , pero luego el sello de Akon, Universal Music, confirmó que era Freedom . Aunque hay lenguaje altisonante en el álbum, este no incluyó la advertencia de aviso para padres, lo que lo convierte en el primer álbum de Akon que no la incluye. 
En julio del mismo año, se publicó en Internet una grabación filtrada del dueto de Akon con Michael Jackson titulado "Hold My Hand". En las primeras presentaciones de la canción, esta fue supuestamente eliminada por el sello musical de Akon. La canción se publicó originalmente como una demostración de Akon y solo este interpretó la canción. 
Se rumoreaba que la canción filtrada aparecería en su próximo álbum y en el de Jackson. En una entrevista con MTV , Akon tenía la esperanza de incluir la canción en el álbum. Sin embargo, el 17 de octubre, el sello de Akon publicó información sobre la lista de canciones y el álbum no incluyó el dueto con Jackson. El tema extra del Reino Unido, "Clap Again", muestra "Click Click Click" de New Kids on the Block . La versión filtrada del sencillo principal Right Now (Na Na Na) incluía versos del rapero Danny Fernandes, pero nunca llegó al corte final; Akon decidió ir solo. Las pistas "Against the Grain" y "We Don't Care" se llamaron originalmente "Falling in Love" y "Could You Be the Reason", respectivamente. "Troublemaker" parece ser una continuación del primer sencillo solista #1 de Akon en el Billboard Hot 100 " Don't Matter ", con la letra que sugiere que lo es, como él dice "Similar a las palabras, no importa , pero esta vez quieren vernos juntos, míranos ahora".

## Recepción crítica
Freedom tiene una puntuación de 58 sobre 100 en Metacritic basada en "críticas mixtas o promedio". Rolling Stone describió el tercer álbum de estudio de Akon como "melodrama sobre el amor y el amor perdido entregado en un estilo estridente sobre ritmos inundados de sintetizadores". Dan LeRoy de The Hartford Courant dio una crítica positiva al álbum y afirmó: "El innegable don de Akon para los ganchos hace que sea fácil de escuchar, y no se pierde la postura del ex convicto". El Boston Globe también declaró: "Este conjunto melodioso y aparentemente sencillo de pop bañado por el sol te recuerda por qué tiene tanta demanda". Mania le dio al álbum una puntuación de ocho sobre diez y dijo: "Este CD es genial para los clubes y tal vez para conducir por la carretera tratando de encontrar algo para poner en sus autos, pero las letras son lo básico". Mill Crunk dijo "letras de canciones que te dejan un poco vacío. Lo único que puedo decir de Akon es que tiene una voz bastante decente, tiene una gran apariencia y tiene excelentes promotores". 
Entertainment Weekly le dio al álbum una C-, afirmando: "La filosofía de libertad de Akon también incluye la libertad de reutilizar ganchos casi idénticos para 13 canciones seguidas". MúsicaOMHle dio al álbum una estrella de cinco y afirmó: "Desafortunadamente, todo lo que esto realmente significa es un énfasis adicional en riffs de teclado con tonos extraños y ritmos que suenan ligeramente anticuados", y también afirmó: "El álbum comienza con sus dos mejores canciones, lo que nunca es "Es una buena idea cuando aún quedan doce por pasar". El crítico del New York Times, Jon Caramanica, describió la canción Holla Holla , con T-Pain , "es la primera (canción) de ellos en la que el estudiante claramente supera al mentor". Mientras tanto, tras el lanzamiento del álbum en el Reino Unido, el destacado escritor Pete Lewis del galardonado Blues & Soul declaró: "Con los estados de ánimo típicamente expansivos de su nuevo álbum que van desde atascos de gueto como 'I'm So Paid' y sexual, 'Holla Holla' con T-Pain, hasta himnos universales edificantes como la canción autobiográfica que da título al reggae- infundido 'Sunny Day', esta vez hay grandes esperanzas de que 'Freedom' eclipse incluso el ya asombroso éxito internacional pasado de Akon".

## Rendimiento comercial
Freedom debutó en el número 7 del Billboard 200 de Estados Unidos, vendiendo 111.000 copias en su primera semana. Hasta julio de 2011, ha vendido 782.000 copias en Estados Unidos.

## Lista de canciones
| Edición estándar |                                                      |                                                    |                                                |          |  |
| N.º              | Título                                               | Escritor(es)                                       | Productor(es)                                  | Duración |  |
| 1.               | «Right Now (Na Na Na)»                               | Akon                                               | Akon, Giorgio Tuinfort*                        | 4:01     |  |
| 2.               | «Beautiful» (con Colby O'Donis & Kardinal Offishall) | Akon, J. Wesley, Colby O'Donis Colón, Jason Harrow | Akon, Jaylien 2010*                            | 5:13     |  |
| 3.               | «Keep You Much Longer»                               | Akon, Giorgio Tuinfort, Mark "Exit" Goodchild      | Akon, Giorgio Tuinfort*                        | 4:21     |  |
| 4.               | «Troublemaker» (con Sweet Rush)                      | Akon, Timothy "K-Figz" Walls                       | Akon, Timothy "K-Figz" Walls*                  | 3:57     |  |
| 5.               | «We Don't Care»                                      | Akon, Giorgio Tuinfort, Claude Kelly               | Akon, Giorgio Tuinfort*                        | 4:16     |  |
| 6.               | «I'm So Paid» (con Lil Wayne & Young Jeezy)          | Akon, Noel Fisher, Dwayne Carter Jr., Jay Jenkins  | Akon, Noel "Detail" Fisher*                    | 4:24     |  |
| 7.               | «Holla Holla» (con T-Pain)                           | Akon, T-Pain, Frank Romano, David "Preach" Balfour | Akon, T-Pain*, Frank Romano^                   | 3:00     |  |
| 8.               | «Against the Grain» (con Ray Lavender)               | Akon, RedOne, E. Lavender                          | Akon, RedOne*                                  | 4:04     |  |
| 9.               | «Be with You»                                        | Akon, Hakim Abdulsamad                             | Akon, Hakim Abdulsamad*                        | 3:51     |  |
| 10.              | «Sunny Day» (con Wyclef Jean)                        | Akon, RedOne, Neluset Jean                         | Akon, RedOne*, Lamont "LoGiC" Coleman^         | 5:13     |  |
| 11.              | «Birthmark»                                          | Akon, Giorgio Tuinfort, Noel Fisher                | Akon, Giorgio Tuinfort*, Noel "Deatil" Fisher^ | 4:23     |  |
| 12.              | «Over the Edge»                                      | Akon, Giorgio Tuinfort, Claude Kelly               | Akon, Giorgio Tuinfort*                        | 4:27     |  |
| 13.              | «Freedom»                                            | Akon, Giorgio Tuinfort, Noel Fisher                | Akon, Giorgio Tuinfort*                        | 4:14     |  |

- (*) como coproductor.
- (^) como productor adicional.

## Certificaciones
| País        | Organismo certificador | Certificación    | Ventas  |
| ----------- | ---------------------- | ---------------- | ------- |
| Australia   | ARIA                   | Disco de Oro     | 35 000  |
| Canadá      | Music Canada           | Disco de Platino | 80 000  |
| Reino Unido | BPI                    | Disco de Platino | 300 000 |